# 독일의 네덜란드 침공
네덜란드 전투 또는 네덜란드 침공('(네덜란드어: Slag om Nederland) , 네덜란드어: Duitse aanval op Nederland)은 군사 작전 황색 상황(독일어: Fall Gelb)의 일부로, 제2차 세계 대전 중 나치 독일이 네덜란드를 침공한 것을 가리킨다. 전투는 1940년 5월 10일부터 5월 14일 네덜란드군이 항복할 때까지 계속되었다. 제일란트의 네덜란드군은 5월 17일 독일이 네덜란드 전 영토를 점령할 때까지 계속해서 독일 국방군에 저항했다.
네덜란드 공방전은 전술적 요충지를 점령하고 지상군의 진격을 지원하기 위한 최초의 대규모 낙하산병이 동원된 전투였다. 독일 루프트바페는 로테르담과 헤이그 부근의 몇몇 비행장을 점령하는 데 공수부대를 이용했고, 빠른 시간 안에 국토를 점령하고 네덜란드군을 꼼짝 못하게 하는 데 도움을 주었다.
5월 14일 루프트바페에 의한 로테르담 폭격 이후, 독일군은 네덜란드군이 항복을 거부하면 다른 네덜란드 도시들을 폭격하겠다고 위협했다. 총참모부는 폭격기를 막을 수 없다는 것을 알고 네덜란드 왕립육군에 교전을 중지하라고 명령했다. 네덜란드의 마지막 점령지는 1945년에 해방되었다.

## 배경

### 서막
1939년 독일의 폴란드 침공 이후 영국과 프랑스는 독일에 선전포고를 했지만, 1939 ~ 1940년 겨울 중 가짜 전쟁으로 알려진 기간 동안 서유럽에서는 이렇다할 주요 육상 작전이 일어나지 않았다. 이 기간 동안, 영국과 프랑스는 장기전을 예상하고 병력을 증강했고, 소련과 함께 독일은 폴란드를 점령했다. 10월 9일, 아돌프 히틀러는 저지대 국가의 침략을 위한 계획을 세우고, 영국에 대항하는 기지로 이용하며, 중요한 루르 지방을 위협할 수 있는 연합군의 유사한 공격을 미연에 방지하도록 명령했다. 11월 7일, 양측의 네덜란드-벨기에 공동 평화 제의는 거부되었다.

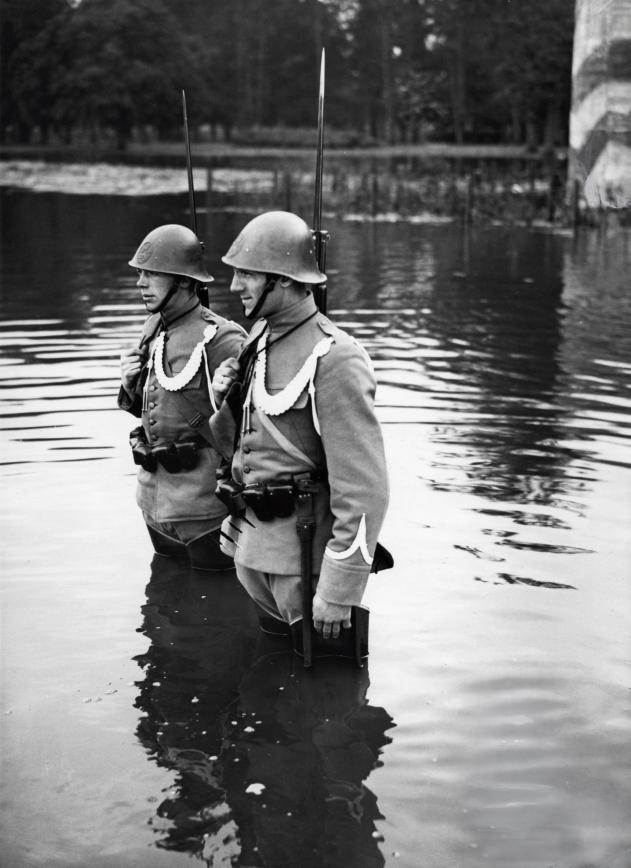
1939년 11월 네덜란드 경비대

네덜란드는 그러한 침공에 저항할 대비가 되어 있지 않았다. 히틀러가 권력을 잡았을 때, 네덜란드군은 프랑스나 벨기에보다 더 느리게 재무장을 시작했다. 1936년에야 국방예산이 점진적으로 증가하기 시작했다. 연속적으로 네덜란드 정부는 공개적으로 독일을 심각한 군사적 위협으로 규정하는 것을 피하는 경향이 있었다. 부분적으로 이것은 중요한 무역 상대국을 적대시하지 않으려는 바람에서 비롯되었으며, 나치 정책에 대한 비판을 억누를 수 있을 정도였다. 이것은 보수적인 네덜란드 정부가 대공황과 싸우기 위해 노력했지만, 특히 네덜란드 사회를 심하게 강타한 엄격한 예산 한계 정책에 의해 불가피하게 영향을 주었기 때문이다. 1933년과 1939년 사이에 수상이었던 헨드리퀴스 콜레인은 개인적으로 독일이 네덜란드의 중립을 어기지 않을 것이라고 확신했다. 고위 장교들은 국방력 향상을 위해 여론을 동원하려고 노력하지 않았다.

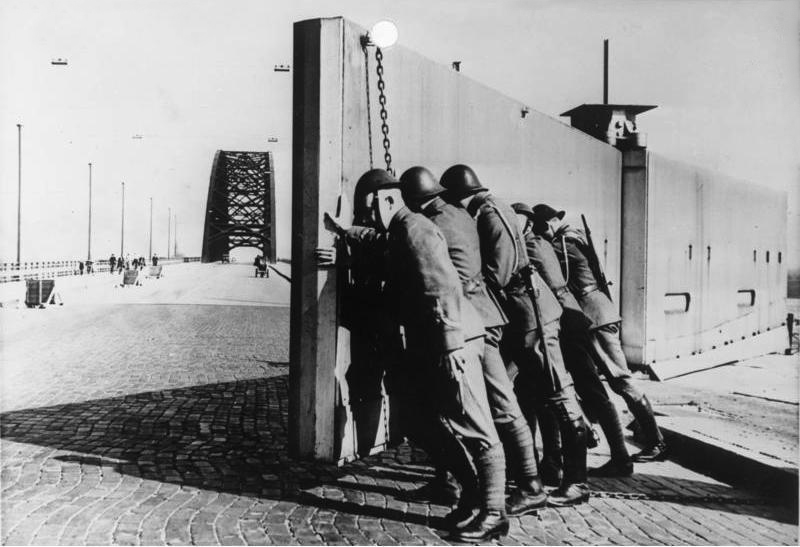
알바니아 사태 당시 네덜란드군은 네이메헌 발강 다리의 장벽을 닫았다.

1930년대 후반에 국제적인 긴장이 고조되었다. 1936년 독일의 라인란트 점령, 1938년 안슐루스와 주데텐란트 위기, 1939년 봄 독일의 보헤미아와 모라바 점령과 이탈리아의 알바니아 침공으로 위기가 발생했다. 이러한 사건들은 네덜란드 정부가 더 많은 경계심을 발휘하도록 했지만, 그들은 반응을 가능한 한 자제했다. 가장 의미있는 조치는 1939년 4월에 10만명의 인원을 부분적으로 동원한 것이다.
1939년 9월 독일의 폴란드 침공과 그에 따른 제2차 세계 대전 발발 이후, 네덜란드는 25년 전 제1차 세계 대전 동안 그랬던 것처럼 중립을 유지하기를 원했다. 이러한 중립성을 보장하기 위해, 네덜란드군은 8월 24일부터 동원되었다. 천문학적인 비용(거의 9억 길더)이 방어에 쓰였다. 그러나, 전시에는 새로운 장비을 얻기에 매우 어려운 것이 드러났다. 특히 네덜란드는 독일로부터 그들의 새로운 물자들 중 일부를 주문했기 때문에, 고의적으로 전달을 지연시켰다.  게다가, 이 자금의 상당 부분은 네덜란드령 동인도(현재의 인도네시아)를 위한 것이었으며, 그 대부분은 3척의 순양전함 건설 계획과 관련이 있었다.
프랑스와 독일 사이에 위치한 저지대 국가들의 전략적 입지는 마지노선이 닿지 않은 측면에 위치하였기에, 그 지역을 어느 한쪽이 공격하기 위한 논리적인 경로로 만들었다. 1940년 1월 20일 라디오 연설에서 윈스턴 처칠은 그들에게 불가피한 독일의 공격을 기다리지 말고 영불 연합에 참여하도록 설득하려고 했다. 1940년 1월, 메헬렌 사건으로 알려진 독일 항공기 추락 사고 이후 공격 계획이 벨기에군의 손에 넘어갔음에도 벨기에과 네덜란드은 이를 거부했다.
프랑스 최고사령부는 1941년 여름 계획된 대규모 연합국 공격 전에 영불 연합에 가입하지 않았다면 저지대 국가들의 중립성을 침해하는 것을 고려했으나, 프랑스 내각은 부정적인 대중의 반응을 우려하여 그 아이디어를 거부했다. 독일은 단독적으로 네덜란드를 침공할 계획이었다. 벨기에를 통해 연합국을 진군
할 것을 요구하거나, 네덜란드가 그들의 영토의 남쪽을 통해 독일이 벨기에로 진군하는 것을 용인함으로써 적을 도울 경우, 두 가지 가능성이 모두 네덜란드에 대한 가정의 일부로 논의되었다. 네덜란드 정부는 만일의 사태에 어떻게 행동할 것인가에 대한 정책을 공식 공식화하지 않았다. 대부분의 장관들은 공격에 저항하는 것을 선호했고, 소수와 네덜란드의 여왕 빌헬미나는 어떠한 상황에서도 독일의 동맹국이 되기를 거부했다. 네덜란드는 여러 차례 연합국과 독일 사이의 평화 해결에 대한 협상을 위해 중재자 역할을 해왔다.
독일의 노르웨이와 덴마크 침공 이후, 새로운 일본 해군 무관 타다시 마에다가 네덜란드에 대한 독일의 공격이 확실해졌다는 경고를 했고, 분쟁은 탈퇴하는 네덜란드군은 분쟁에서 벗어나는 것이 불가능했다는 것이 명백해졌다. 네덜란드는 정신적으로나 육체적으로나 전쟁을 충분히 준비하기 시작했다. 네덜란드 국경부대는 더욱 경계 태세에 들어갔다. 스칸디나비아의 제5열로 보여지는 행동에 대한 보고는 네덜란드도 반역자들의 도움을 받은 독일 요원들이 침투했다는 광범위한 공포를 야기시켰다. 비행장과 항구를 표적삼는 공격 가능성에 대한 대책이 마련되었다. 4월 19일 국가비상사태가 선포되었다. 그러나, 대부분의 민간인들은 아직도 조국이 살아날 수 있다는 환상에 사로잡혀있었으며, 그 이후로는 부정하였다. 네덜란드는 제1차 세계 대전 중 협상국과 동맹국에 엮이지 않는 정책이 반복되기를 바랐고 강대국의 관심을 피하기 위해 노력했으며, 이전 전쟁에 버금가는 인명 손실을 우려했다. 4월 10일, 영국과 프랑스는 네덜란드에게 자신들의 편으로 전쟁에 참가하라는 그들의 요청을 반복했지만, 또 다시 거절당했다.

### 네덜란드군

#### 네덜란드 왕립육군

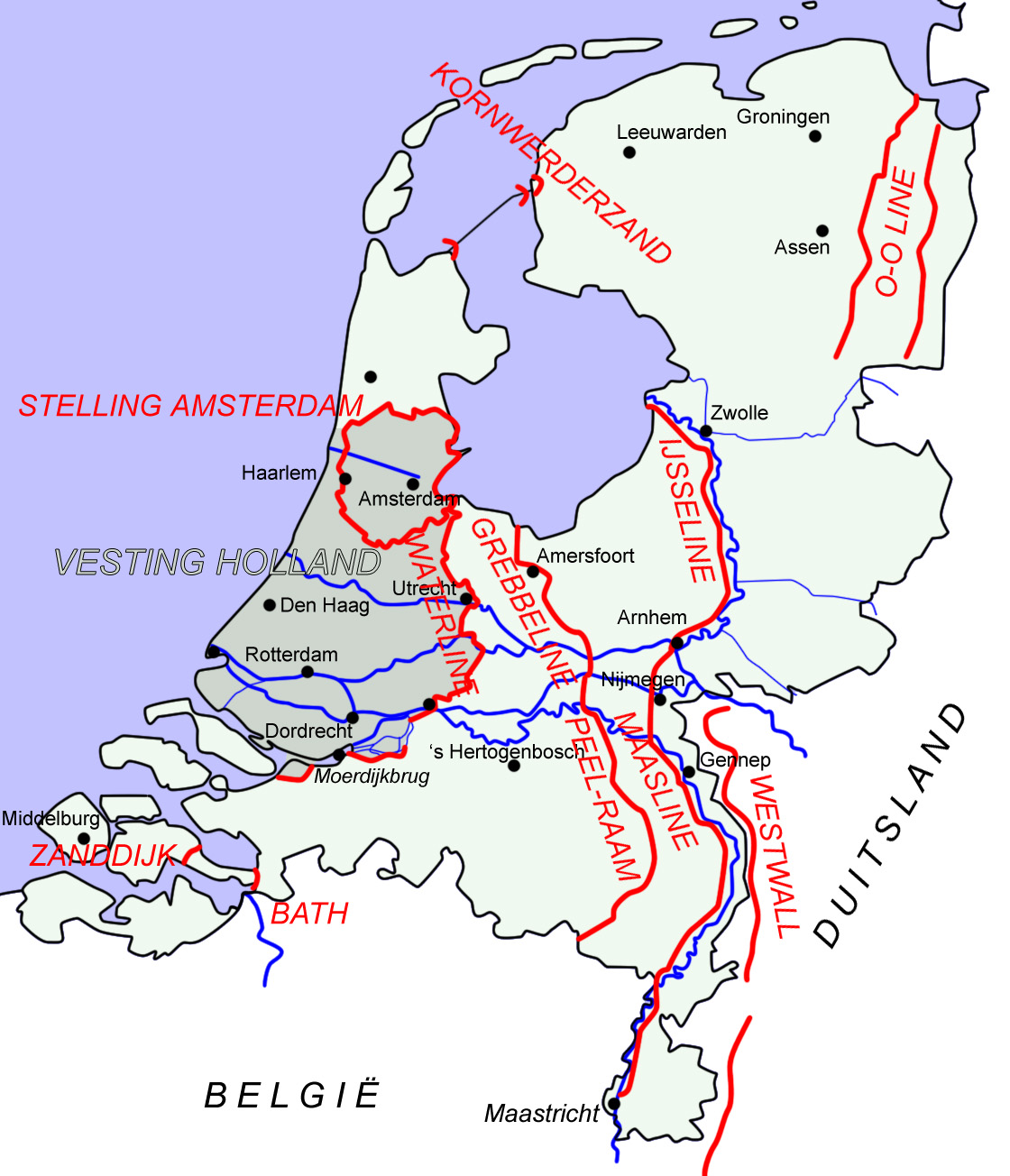
네덜란드의 주요 방어선

네덜란드에서, 성공적인 방어를 위해 모든 객관적 조건이 제시되었다.(인구 밀집, 부유하고, 젊고, 규율 있고, 교육을 잘 받은 사람, 방어를 선호하는 지역, 군비 산업을 포함한 강력한 기술 및 산업 기반) 그러나, 이것들은 이용되지 않았다. 당시 독일 국방군은 여전히 장비와 훈련 면에서 많은 단점을 가지고 있었지만, 네덜란드 육군은 그에 비해 전쟁에 대한 준비가 훨씬 덜 되어 있었다. 프랑스 공방전에서 상대 군에 비해 독일군의 일반 장비가 유리하다는 근거 없는 믿음은 네덜란드 공방전의 경우 사실상 현실이었다. 독일은 전차와 융커스 Ju 87(슈튜카로 알려짐)같은 급강하폭격기를 갖춘 현대식 군대가 있었고, 네덜란드는 39대의 장갑차와 5대의 준전차만으로 구성된 기갑 부대가 있었고, 복엽기로 구성된 공군도 상당수 있었다. 네덜란드 정부가 전쟁을 대하는 태도는 제1차 세계대전 이전부터 장비를 크게 확충하지 않고 1918년 기준에서도 무장을 제대로 하지 못한 자국 군대의 실정에 반영됐다. 1920년대에는 1920년부터 1927년까지 지속된 경기침체와 국제관계의 전반적인 긴장 완화는 국방예산의 한계를 초래했다. 그 10년 동안, 오직 연간 150만 길더만이 장비에 소비되었다. 1931년과 1933년 모두 절약을 위해 임명된 위원회는 훨씬 더 실패했다. 왜냐하면 그들은 받아들일 수 있는 최소치에 도달했다고 결론지었고 지출 증가가 시급히 필요하다고 조언했기 때문이다. 1936년 2월에야 5340만 길더를 특수 방어 자금으로 추가하는 법안이 통과되었다.
훈련 기반의 인력, 대규모 전문 조직 또는 충분하지 못한 물자는 네덜란드군의 빠른 확장을 막았다. 8개 보병사단(육군 4개 부대), 1개 경사단(동력 설비를 갖춤), 2개 독립여단(A 여단과 B 여단) 각각 반 사단 또는 5개 대대의 병력을 갖추고 있었다. 다른 모든 보병전투부대 병력은 적의 이동을 지연시키기 위해 전 지역에 분산되어 있던 경보병 대대로 증원되었다. 약 2천 개의 사격 진지가 만들어졌지만, 적당한 거리 없이 줄지어있었다. 벨기에의 거점인 에반에마엘과 같은 현대식 대형 요새는 존재하지 않았다. 유일한 현대식 요새 단지는 아프슬라위트데이크를 지키는 콘워더잔드에 있었다. 네덜란드군은 전략적인 국경 방어를 위해 보병 48개 연대와 22개 보병 대대를 동일시했다. 이에 비해, 벨기에는 남성 인구가 노령 남성 인구보다 더 적음에도 불구하고, 22개의 전체 사단과 30개의 사단을 배치하였다.
1939년 9월 이후, 상황을 개선하기 위한 필사적인 노력이 이루어졌지만, 결과는 거의 없었다. 독일은 분명한 이유 때문에 배달을 지연시켰다. 프랑스는 확실히 독일에 대항할 군대를 갖추는 것을 주저했다. 쉽게 구할 수 있는 유일한 무기원이었던 소련은 대부분의 다른 나라들과 달리 네덜란드가 공산정권을 인정하지 않았기 때문에 접근할 수 없었다. 1940년 핀란드에 의해 점령된 소련군 기갑 장비를 조달하려는 시도는 실패했다.
5월 10일, 네덜란드 육군의 가장 두드러진 결함은 기갑 장비의 부족에 있었다. 다른 주요 참전국들은 모두 상당한 기갑부대를 가지고 있었지만, 네덜란드는 1937년에 이미 필요하다고 생각했던 최소 146대의 현대식 전차(경전차 110대, 중전차 36대)를 얻을 수 없었다. 단 한 명의 운전병만이 훈련을 받았고 탱크 장애물을 테스트하는 유일한 임무를 맡았던 르노 FT-17 탱크 한 대가 1940년까지는 더 이상 사용되지 않고, 유일한 전형으로 남아있었다. 장갑차 2개 중대가 있었는데, 각각 12대의 란즈베르크 M36 또는 M38 차량를 보유하고 있었다. 또 다른 12대의 M39 차량이 운행 중에 있었으며, 일부는 여전히 주포를 장착해야 했다. 포병대가 사용한 5대의 카든 로이드 마크 6 준전차로 구성된 1개 소대가 네덜란드 기갑 장비의 주를 이뤘다.
네덜란드 포병대는 총 676문의 곡사포와 야포를 사용할 수 있었다.(부분적으로 허가를 받은 크루프 75mm 야포 310문, 유일하게 최신형이었던 보포스 105mm 곡사포 52문, 구식 크루프 125mm 대포 144문, 150mm FH13 40문, 크루프 150mm L/24 곡사포 72문, 비커스 152mm L/15 곡사포 28문) 이용 가능한 무기였지만 수가 너무 적었던 뵐러 47mm L/39 대전차포 386문은 계획된 장비의 3분의 1에 불과했고, 또 다른 300문의 구형 벨드 6문(57 mm)과 스탈 8문(84 mm)의 야포는 엄호하는 병력에서 동일한 역할을 수행했다. 독일로부터 주문된 현대식 105mm 물자 120문 중 8문만 침공 당시 배달되었다. 대부분의 대포는 말이 끄는 것이었다.
네덜란드 보병대는 약 7.92 mm 슈바르츠로제 M.08 기관총 2200개와 비커스 기관총 800개를 사용했다. 이들 중 대부분은 사격 진지에 있었고, 각 대대는 12개의 중기관총 중대를 가지고 있었다. 네덜란드 보병부대는 M.20 루이스 기관총이라는 구조상 경기관총을 갖추고 있었으며, 그 중 약 8천개의 기관총을 사용할 수 있었다. 대부분의 네덜란드 보병들은 1895년에 채택된 게베르 M.95 소총을 갖추고 있었다. 각 연대에는 80mm 박격포가 6문밖에 없었다. 이러한 화력의 부족은 네덜란드 보병의 전투력을 심각하게 손상시켰다.
네덜란드는 유럽에서 가장 큰 무선 장비 생산국 중 하나인 필립스가 위치해있음에도 불구하고, 네덜란드 군대는 대부분 송수화기 연결을 사용했다. 포병대만이 225개의 적당한 라디오 세트를 갖추고 있었다.

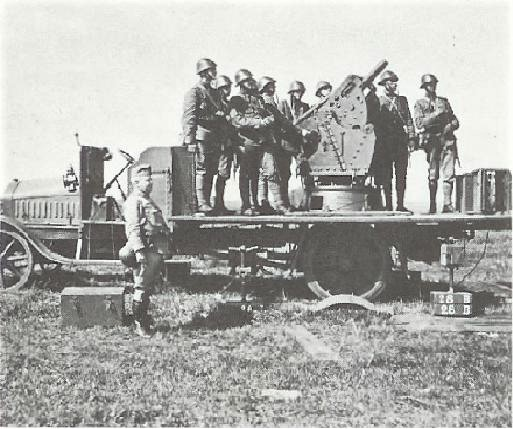
네덜란드의 이동식 대공포. 이 AA 트럭는 사실 네덜란드군이 1918년 말 패배한 독일군의 물자를 점령한 연합군으로부터 구입한 독일제 AA 트럭이었다.

#### 네덜란드 왕립공군
네덜란드 공군은 네덜란드군의 독립된 조직이 아니라 육군의 일부였고, 5월 10일 155대의 항공기를 운용했다. 쌍발 포커 G.I 28대, 포커 D.XXI 31대, 포커 D.XVII 전투기 7대, 쌍발 포커 T,V 10대, 포커 C.X 15대, 포커 C.V 경폭격기 35대, 더글러스 DB-8 급강하 폭격기(전투기로 운용됨) 12대, 쿨호벤 F.K.51 정찰기 17대, 따라서 155대의 항공기 중 74대는 양면기였다. 이 항공기들 중 125대가 운용되었다. 나머지 중 공군학교는 몇 대의 훈련용 항공기와 함께 포커 D.XXI 3대, 포커 D.XVII 6대, 포커 G.I 1대, 포커 T.V 1대, 포커 C.V 7대를 운용했다. 또 다른 40대의 작전 항공기는 Marineluchtvaartdienst(해군 항공 서비스)와 거의 동일한 수의 예비 및 훈련 항공기와 함께 제공되었다. 포커 (기업)와 쿨호벤으로 구성된 네덜란드 군용기 산업은 예산의 제한으로 생산 잠재력이 최대로 발휘되지 못했다.

#### 훈련 및 준비 상태
네덜란드 육군은 장비도 제대로 갖추지 못했을 뿐만 아니라 훈련도 제대로 받지 못했다. 특히 대대급 이상의 대형 부대를 다루는 데 있어 얻은 경험은 거의 없었다. 1932년부터 1936년까지 네덜란드 육군은 군사 자금을 보존하기 위해 여름엔 군사 작전을 실시하지 않았다. 또한, 각각의 군인들은 필요한 많은 기술들이 부족했다. 전쟁 전에는 군복무를 할 자격이 있는 소수의 젊은이들만이 실질적으로 징집되었다. 1938년까지, 입대한 사람들은 24주 동안만 복무했고, 기본적인 보병 훈련을 받을 수 있었다. 같은 해, 복무 기간은 11개월로 늘어났다. 징집병의 질이 낮은 것은 대규모 집단의 전문 군인으로 보완되지 않았다. 1940년의 전문 장교는 1206명이었다. 전쟁이 위협 받았을 때, 이러한 결함이 신속히 해결 될 수 있기를 바랐지만 1939년 8월 28일에 모든 네덜란드군이 동원 된 후(약 28만 명의 병력을 동원) 준비 상태가 천천히 개선되었다. 대부분의 가용 시간이 방어 시설 구축에 소요되었다. 이 기간 동안, 군수품의 부족은 실탄 사격 훈련을 제한하였고, 부대 응집력은 여전히 낮았다. 1940년 5월 네덜란드 육군은 자체 기준에 따라 전투에 적합하지 않았다. 기동전 수행이 능력 밖인 상황에서 사단 차원에서도 공세를 펼 수 없었다.
독일의 장군들과 전술가들은(히틀러와 함께) 네덜란드군에 대해 똑같이 낮은 평가했으며, 네덜란드의 핵심 지역을 약 3일에서 5일 안에 점령할 수 있을 것으로 예상했다.

### 네덜란드의 방어 전략

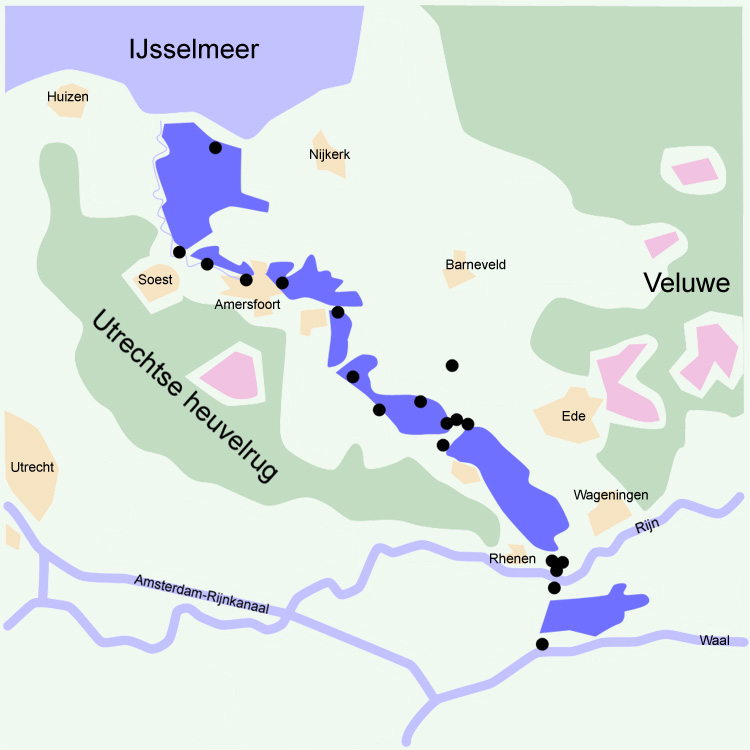
네덜란드 워터 라인의 전방 방어선인 그레베 선은 진한 파란색으로 표시된다.

17세기에 네덜란드 공화국은 네덜란드 워터 라인이라고 불리는 방어 시스템을 고안해냈는데, 프랑스-네덜란드 전쟁 기간 동안 시골의 일부를 침수시켜 서부의 모든 주요 도시들을 보호했다. 19세기 초에 이 선은 위트레흐트를 넘어 동쪽으로 약간 이동되었고, 후에 요새로 현대화되었다. 이 새로운 지점은 뉴 네덜란드 워터 라인이라고 불렸다. 이 선은 1940년에 구식인 요새가 새로운 사격 진지로 보완되었다. 선은 해저에 있는 그 지역의 극동 가장자리에 위치해 있었다. 이로 인해 요새 이전의 지면은 보트에 비해 너무 얕지만 토양을 통과할 수 없는 수렁으로 만들 만큼 수심이 깊어 쉽게 침수될 수 있었다. 뉴 네덜란드 워터 라인의 서쪽 지역은 네덜란드 요새(네덜란드어: Vesting Holland, 독일어: Festung Holland)라고 불렸으며, 동쪽 측면과 남쪽 측면은 에이설호로 보호되어 있었으며, 세 개의 넓은 강의 하류(뫼즈강과 라인강의 두 강줄기)로 보호되었다. 이것은 공격하는 독일군의 규모가 강하게 과대평가 됐음에도 불구하고, 가장 낙관적인 예측에서 연합군의 도움없이 최대 3개월 동안을 버틸 것으로 예상되는 국가 보루 역할을 했다.

## 참고 문헌
- Amersfoort, Herman; Kamphuis, Piet, 편집. (2005), 《Mei 1940 — De Strijd op Nederlands grondgebied》 (네덜란드어), Den Haag: Sdu Uitgevers, ISBN 90-12-08959-X
- Schulten, C.M.; Theil, J. (1979), 《Nederlandse Pantservoertuigen》 (네덜란드어), Bussum: Unieboek BV, ISBN 90-269-4555-8
- Star Busmann, C.W. Partworks and Encyclopedia of World War II
- De Jong, Louis (1969), 《Het Koninkrijk der Nederlanden in de Tweede Wereldoorlog, Deel 1: Voorpel》 (네덜란드어), Amsterdam: Rijksinstituut voor Oorlogsdocumentatie
- De Jong, Louis (1969), 《Het Koninkrijk der Nederlanden in de Tweede Wereldoorlog, Deel 2: Neutraal》 (네덜란드어), Amsterdam: Rijksinstituut voor Oorlogsdocumentatie
- De Jong, Louis (1970), 《Het Koninkrijk der Nederlanden in de Tweede Wereldoorlog, Deel 3: Mei '40》 (네덜란드어), Amsterdam: Rijksinstituut voor Oorlogsdocumentatie
- Hooton, E.R. (1994), 《Phoenix Triumphant: The Rise and Rise of the Luftwaffe》, Brockhampton Press, ISBN 1-86019-964-X
- Hooton, E.R. (2007), 《Luftwaffe at War, Volume 2; Blitzkrieg in the West 1939–1940》, London: Chevron/Ian Allan, ISBN 978-1-85780-272-6
- Jentz, Thomas L. (1998), 《Die deutsche Panzertruppe 1933–1942 — Band 1》 (독일어), Wölfersheim-Berstadt: Podzun-Pallas-Verlag, ISBN 3-7909-0623-9
- Frieser, Karl-Heinz (2005), 《Blitzkrieg-Legende — Der Westfeldzug 1940》 (독일어), R. Oldenbourg Verlag München
- Shirer, William L. (1960), 《The Rise and Fall of the Third Reich: A History of Nazi Germany》, New York: Simon & Schuster, ISBN 0-671-62420-2
- Powaski, Ronald E. (2003), 《Lightning War: Blitzkrieg in the West, 1940》, John Wiley, ISBN 9780471394310
- Powaski, Ronald E. (2008), 《Lightning War: Blitzkrieg in the West, 1940》, Book Sales Inc., ISBN 9780785820970
- Goossens, Allert M.A. (2011), History Site "War Over Holland – the Dutch struggle May 1940"
- Grimm, P. e.a. (2008), 《Verliesregister 1939–1945. Alle militaire vliegtuigverliezen in Nederland tijdens de Tweede Wereldoorlog. Verliesregister 1940》, Studiegroep Luchtoorlog 1939–1945, Nederlands Instituut voor Militaire Historie